# Ligue du Connecticut
La Ligue du Connecticut, ou Ligue de l'État du Connecticut (Connecticut League, ou Connecticut State League en anglais), est une ancienne ligue mineure de baseball basée dans l'État du Connecticut, aux États-Unis. 

## Histoire
La ligue, fondée en 1902, est à l'origine de niveau D et compte six clubs. Elle passe en classe B de 1905 à 1912, année de son renommage en Eastern Association du fait de l'entrée dans la ligue de clubs non originaires de l'État.

## Clubs
- Orators de Bridgeport (1902-1914) ; devient les Crossmen en 1913, les Bolts en 1914
- Senators d'Hartford  (1902-1914)
- Silverites de Meriden  (1902-1905)
- Blues de New Haven  (1902-1914) ; rebaptisé Black Crows en 1909, Prairie Hens en 1910, Murlins en 1911 et White WIngs en 1913
- Ponies de Springfield (1902-1914)
- Rough Riders de Waterbury (1902)
- Whalers de New London (1902-1907)
- Perfectos de New Britain (1908-1914) ; rebaptisé Spuds de New Britain/Waterbury (1912), Contenders de Waterbury (1913), Frolickers de Waterbury (1914)
- Reds de Norwich (1902-1907)
- Reds de Worcester/Norwich (1904)
- Paperweights d'Holyoke (1903-1911) ; rebaptisé Papermakers de 1907 à 1911
- Meadowlarks de Northampton (1908-1911)
- Planters de New London (1913-1914)
- Electrics de Pittsfield  (1913-1914)